# Brooke Palsson

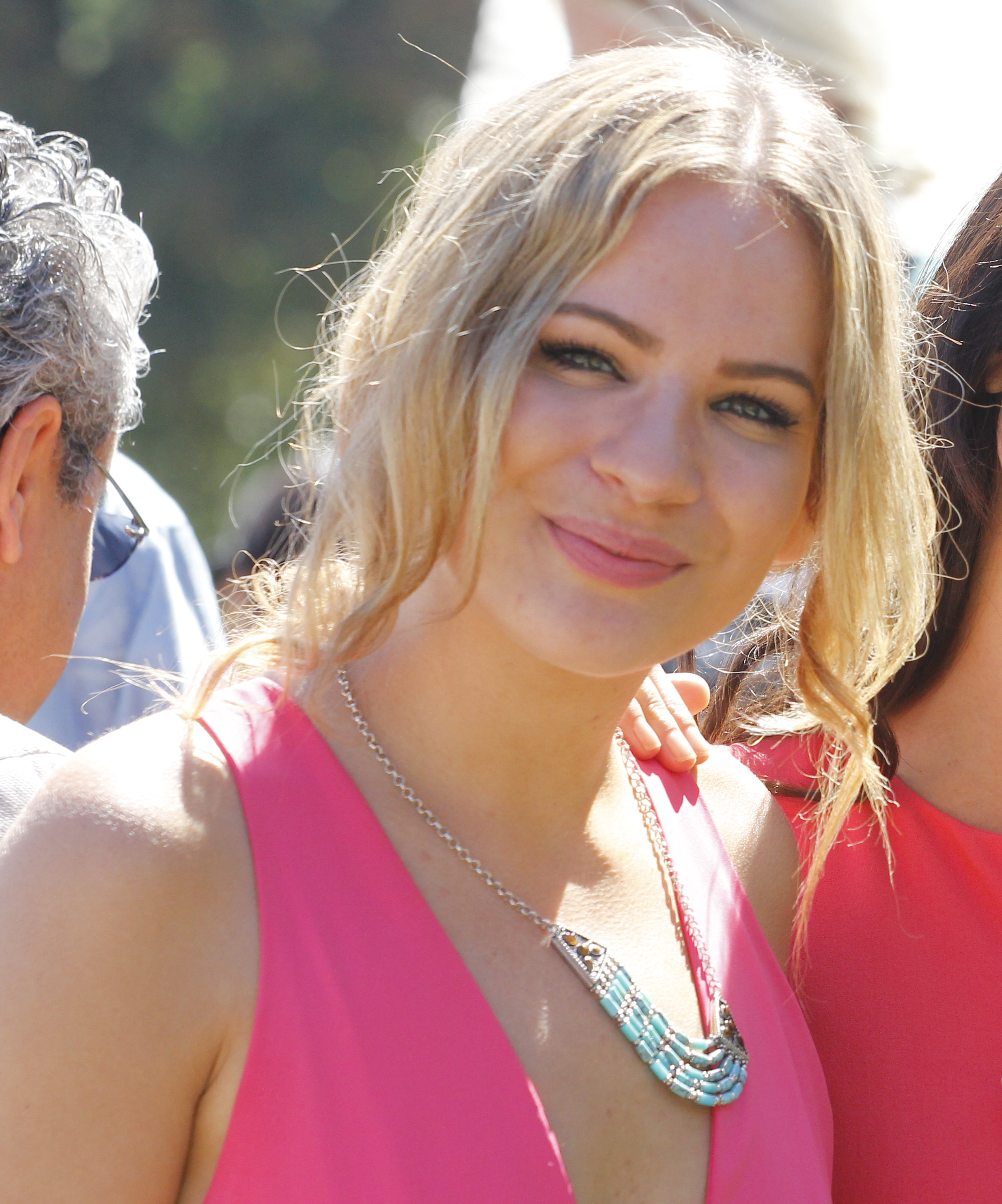
Brook Palsson an der CFC (2014)

Brooke Lauren Palsson (* 23. April 1993 in Winnipeg) ist eine kanadische Schauspielerin und Sängerin.
Sie war mehrere Jahre in der Dramaserie Less Than Kind in der Rolle der Miriam Goldstein zu sehen, wofür sie 2011 einen Canadian Comedy Award in der Kategorie beste Performance im Fernsehen - weiblich erhielt. Daneben absolvierte sie Gastauftritte in Serien wie Rookie Blue oder Flashpoint – Das Spezialkommando. 2015 spielte sie als Melissa Day eine der Hauptrollen in der Netflix-Serie Between an der Seite von Jennette McCurdy.
Abseits ihrer Schauspielkarriere betätigt sie sich als Singer-Songwriterin. Sie wurde als klassische Sängerin ausgebildet, spielt Piano, Trompete und mittlerweile auch Ukulele.
Ihre EP The Willow wurde 2014 veröffentlicht.

## Filmografie
- 2002: Breakaway – Ein knallharter Coup (Christmas Rush)
- 2008–2013: Less Than Kind (39 Folgen)
- 2011: Keyhole
- 2011: Todd und das Buch vom Ultrabösen (Todd and the Book of Pure Evil, Folge 2x04)
- 2012: Flashpoint – Das Spezialkommando (Flashpoint, Folge 5x01)
- 2013: Saving Hope (Folge 2x01)
- 2013: Verliebt in Molly (Molly Maxwell)
- 2013: Euphoria
- 2014: Rookie Blue (Folge 5x02)
- 2015: The Colossal Failure of the Modern Relationship
- 2015: Between (6 Folgen)
- 2016: Orphan Black (Folge 4x07)
- 2016: Lost & Found Music Studios (2 Folgen)
- 2022: How to Find Forever (Fernsehfilm)
- 2022: Workin’ Moms (4 Folgen)
- 2022: The Kids in the Hall (2 Folgen)
- 2022: Bad Influence (Fernsehfilm)
- 2023: Polarized